# Vespula atropilosa
Vespula atropilosa är en getingart som först beskrevs av Percy Sladen 1918.  Vespula atropilosa ingår i släktet jordgetingar, och familjen getingar. Inga underarter finns listade i Catalogue of Life.